# Colina Rabat
Colina Rabat ou Rabat Tepe é um sítio arqueológico da Idade do Ferro localizado a cerca de 5 km a leste de Sardasht, no noroeste do Irã na província do Azarbaijão Ocidental. Acredita-se que essa colina tenha sido a capital do governo de Musasir há cerca de 3.000 anos. Antes de iniciar as escavações, o local deveria ter algo em torno de 14 hectares, mas escavações recentes comprovam que cobre uma área de 25 hectares.